# Haus am Horn
La casa Haus am Horn fue construida para la exposición de Bauhaus en Weimar en 1923. Fue diseñada por Georg Muche, un pintor y profesor en la Bauhaus. Otros profesores de la Bauhaus, como Adolf Meyer y Walter Gropius, colaboraron con los aspectos técnicos del diseño de la casa. Gropius dijo que el objetivo de la construcción de la casa era "el máximo confort con la mayor economía por la aplicación de los mejores artesanos y mejora de la distribución espacial de forma, tamaño y articulación". La construcción de la casa fue patrocinada por Sommerfeld, un negociante de maderas de Berlín, que había sido cliente Gropius años atrás. La casa fue construida fuera de la sección principal, en el terreno que estaba destinado para ser usado como un jardín de plantas por la escuela. El sitio está cerca del Parque An der Ilm en Weimar, en una calle residencial.
En 1996, este edificio entró en la lista del programa de preservación de monumentos de la Unesco y fue declarado Patrimonio de la Humanidad del siglo XX con el código 729-003 como parte del conjunto denominado La Bauhaus y sus sitios en Weimar y Dessau.